# Lowell (Maine)
Lowell és una població dels Estats Units a l'estat de Maine (EUA). Segons el cens del 2000 tenia 291 habitants.

## Demografia
Segons el cens del 2000, Lowell tenia 291 habitants, 120 habitatges, i 90 famílies. La densitat de població era de 2,9 habitants/km².
Dels 120 habitatges en un 30,8% hi vivien nens de menys de 18 anys, en un 62,5% hi vivien parelles casades, en un 5% dones solteres, i en un 25% no eren unitats familiars. En el 21,7% dels habitatges hi vivien persones soles el 5,8% de les quals corresponia a persones de 65 anys o més que vivien soles. El nombre mitjà de persones vivint en cada habitatge era de 2,43 i el nombre mitjà de persones que vivien en cada família era de 2,74.
Per edats la població es repartia de la següent manera: un 19,9% tenia menys de 18 anys, un 10,7% entre 18 i 24, un 29,6% entre 25 i 44, un 30,9% de 45 a 60 i un 8,9% 65 anys o més.
L'edat mediana era de 41 anys. Per cada 100 dones de 18 o més anys hi havia 106,2 homes.
La renda mediana per habitatge era de 31.500 $ i la renda mediana per família de 45.750 $. Els homes tenien una renda mediana de 35.714 $ mentre que les dones 19.750 $. La renda per capita de la població era de 19.137 $. Entorn del 9,9% de les famílies i el 15,1% de la població estaven per davall del llindar de pobresa.